# Nordisk medicin
Die Zeitschrift Nordisk medicin war eine medizinische Fachzeitschrift, die vom Medicinska Nobel Institutet in Stockholm herausgegeben wurde. Die Publikation erschien erstmals im Januar 1939 und wurde bis 1998 fortgesetzt. Die Zeitschrift veröffentlichte medizinische Fachartikel auf Schwedisch und wurde monatlich publiziert. Sie war in Medline, PubMed und Index Medicus indexiert.